# Tricalysia subsessilis
Tricalysia subsessilis är en måreväxtart som beskrevs av Karl Moritz Schumann. Tricalysia subsessilis ingår i släktet Tricalysia och familjen måreväxter.
Artens utbredningsområde är Kamerun. Inga underarter finns listade i Catalogue of Life.